# Edmund Gwenn
Edmund Gwenn (London, 1877. szeptember 26. – Los Angeles, 1959. szeptember 6.) Oscar-díjas és kétszeres Golden Globe-díjas angol színész.

## Élete

### Fiatalkora
Gwenn a londoni Wandsworthben született John és Catherine (született Oliver) Kellaway gyermekeként. Testvére Arthur Chesney színész, unokatestvére Cecil Kellaway szintén színész. Gwenn a St. Olave's School-ban, majd a londoni King's College-ban tanult. Színészi pályafutását 1895-ben színházban kezdte, és Willie Edouin társulatának tagjaként sajátította el mesterségét, pimasz komikus szerepeket alakítva. 1901-ben feleségül vette Minnie Terryt. Ugyanebben az évben Ausztráliába utazott, és három évig J. C. Williamson társulatában játszott. Felesége elkísérte, és amikor Gwenn a Ben Hur című produkcióban szerepelt, amely katasztrofális kudarc lett, felesége csatlakozott Williamson társulatához, ezzel helyreállította a pár jó hírét. Később a pár együtt szerepelt a színpadon Londonban a What the Butler Saw című bohózatban 1905-ben, majd 1911-ben, Irene Vanbrugh varietés debütálása után, Terryt és Gwennt választotta, hogy csatlakozzanak hozzá egy rövid színdarabban, melyet J. M. Barrie írt.
Amikor visszatért Londonba, csatlakozott a The Royal Court Theatre-hez J. E. Vedrenne és Harley Granville-Barker vezetése alatt. Ott 1905 és 1907 között, a The Times szavaival élve, "kisebb szerepekben is felbecsülhetetlen értékű volt (mindegy, mit játszott) a maga értékében", beleértve Straker karakterét,  George Bernard Shaw az Ember és felsőbbrendű ember című művében, és Drinkwatert, a Brassbound kapitány megtérése című darabban. Fellépett Granville-Barker és  John Galsworthy darabjaiban, Elizabeth Robins Votes for Women című szüfrazsett drámájában és más kortársak műveiben is. J.M. Barrie What Every Woman Knows (1908) című darabjában a túl lelkes James Wylie szerepében annyira lenyűgözte Charles Frohman producert, hogy rögtön leszerződtette a Duke of York's Theatre társulatához. Karrierjét az első világháború alatti katonai szolgálata szakította meg. A háború alatt Gwenn házassága megromlott, később el is váltak. Volt felesége újraházasodott, de jó kapcsolatban maradtak.

### Pályafutása
Miután véget ért a háború, Gwenn a West Endben az 1920-as években olyan főszerepeket járszott, mint például Old Bill , Bruce Bairnsfather Old Bill, M.P. című darabjában (1922); Christian Veit, a Das Dreimäderlhaus című operettben (1922–23); a címszerep Alan Alexander Milne The Great Broxoff című művében (1923); Leo Swinburne szerepe a Good Luck című Seymour Hicks és Ian Hay komédiában (1923); és Hippolyte Gallipot szerepe Lehár Ferenc Frasquitájában (1925). Gwenn pályafutására visszatekintve a The Times úgy vélekedett: „Angliában és Amerikában játszott számos szerepei közül a legemlékezetesebbek valószínűleg Hornblower szerepe a The Skin Game című filmben, a bécsi családapa szerepe a Das Dreimäderlhaus-ban és Samuel Pepys And So to Bed című darabban 1926-ból.
Gwenn 1916-ban kezdte filmes karrierjét, amikor eljátszotta Macbethet a The Real Thing at Last című amerikai filmszatírájában, amelyet a Pán Péter drámaíró, J. M. Barrie írt. Figyelemre méltó  volt Hornblower színpadi karakterének újraformálása az 1921-es angol-holland némafilmben, a The Skin Game-ben, amelyet tíz évvel később Alfred Hitchcock hangosfilmként újraforgatott. 1931-ben debütált első hangosfilmek világába a How He Lied to Her Husband című rövidfilmmel. Gwenn számos brit filmszerepe közül a The Times Jess Oakroyd karakterét tartotta a legemlékezetesebbnek a The Good Companions című filmben John Gielgud és Jessie Matthews oldalán (1933), valamint Radfern szerepét Carol Reed Laburnum Grove című  filmjében Cedric Hardwicke oldalán (1936). Utolsó brit filmszerepét, a Cheer Boys Cheerben (1939), az első hiteles Ealing-vígjátéknak tulajdonítják.
Gwenn több mint nyolcvan filmben szerepelt. Olyan filmekben kapott szerepet, mint Büszkeség és balítélet, Cheers for Miss Bishop, Emberi kötelékekről és A mennyország kulcsa. 1935-ben George Cukor Sylvia Scarlett című filmje volt az első szerepe egy hollywoodi filmben, ahol Katharine Hepburn apját játszotta. 1940-ben telepedett le Hollywoodban. Ugyanebben az évben szerepet kapott Hitchcock Boszorkánykonyha című filmjeben, ahol egy bérgyilkost alakított. 1948-ban, a Csoda a 34. utcában című filmben nyújtott alakításáért, melyben a Mikulást formálta meg, elnyerte a legjobb férfi mellékszereplőnek járó Oscar- és Golden Globe-díját. 1950-ben még egy Golden Globe-díjat és újabb Oscar-jelölést kapott a Mister 880 című filmben nyújtott alakításáért. Pályafutása végéhez közeledve ő játszotta az egyik főszerepet az Ők! (1954) és Hitchcock Bajok Harryvel (1955) című filmekben.
A Broadway-n Gwenn szerepelt  Csehov Három nővér című 1942-es, elismert produkciójában, Katharine Cornell-lel (aki egyben producer is volt), Judith Andersonnal és Ruth Gordonnal, mely a Times szerint egy álomprodukció volt, az akkori generáció legkiválóbb szereplőgárdájával.

### Későbbi évei
Gwenn egész életében brit alattvaló maradt. Amikor először Hollywoodba költözött, a Beverly Hills-i Beverly Wilshire Hotelben lakott. Londoni otthona a második világháborúban a német Luftwaffe bombázásai során romokká vált. Csak a kandalló maradt meg. Gwenn leginkább Henry Irving színészről gyűjtött emléktárgyainak elvesztését bánta. Végül Gwenn vásárolt egy házat a 617 North Bedford Drive alatt Beverly Hillsben, amelyet később az egykori olimpiai sportolóval, Rodney Soherrel osztott meg. 78 évesen elutazott kaliforniai otthonából, hogy találkozzanak volt feleségével Londonba. Egy riporternek ezt mondta: "Soha nem házasodtam meg újra, mert nagyon boldog voltam a feleségemmel. Egyszerűen hűséges maradtam ennek a boldogságnak az emlékéhez."

### Halála
Gwenn stroke-ot kapott, majd tüdőgyulladásban halt meg, a kaliforniai Woodland Hills-ben, húsz nappal 82. születésnapja előtt. Testét elhamvasztották, és hamvait a Los Angeles-i Pines krematórium kápolnájában helyezték örök nyugalomra.

## Fontosabb filmjei
| - The Real Thing at Last (1916) - Rupert K. Thunder / Macbeth - Unmarried (1920) - Simm Vandeleur - The Skin Game (1921) - Hornblower - How He Lied to Her Husband (1931) - Teddy Bompas - A csalás (1931) - Mr. Hornblower - Hindle Wakes (1931) - Chris Hawthorne - Frail Women (1932) - The Bookmaker - Jim Willis - Money for Nothing (1932) - Sir Henry Blossom - Condemned to Death (1932) - Banting - Love on Wheels (1932) - Philpotts - Tell Me Tonight (1932) - Mayor Pategg - The Good Companions (1933) - Jess Oakroyd - 1000 dollár és egy lány (1933) - Edmund Gilbert - Kém voltam (1933) - Burgomaster - Smithy (1933) - John Smith - Channel Crossing (1933) - Trotter - Marooned (1933) - Tom Roberts - Friday the Thirteenth (1933) - Mr. Wakefield - Early to Bed (1933) - Kruger - Waltzes from Vienna (1934) - Johann Strauss, the Elder - Warn London (1934) - Dr. Herman Krauss - Passing Shadows (1934) - David Lawrence - Java Head (1934) - Jeremy Ammidon - The Admiral's Secret (1934) - Admiral Fitzporter - Father and Son (1934) - John Bolton - Spring in the Air (1934) - Franz - The Bishop Misbehaves (1935) - Bishop - Sylvia Scarlett (1935) - Henry Scarlett - Halvajáró (1936) - Dr. Beaumont - Laburnum Grove (1936) - Mr. Radfern - Anthony Adverse (1936) - John Bonnyfeather - All American Chump (1936) - Jeffrey Crane - Mad Holiday (1936) - Williams - Írország lángokban (1937) - Campbell - South Riding (1938) - Alfred Huggins - Oxfordi diák (1938) - Dean of Cardinal - Penny Paradise (1938) - Joe Higgins - Cheer Boys Cheer (1939) - Edward Ironside - Chicago grófja (1940) - Munsey, az inas - An Englishman's Home (1940) - Tom Brown - The Doctor Takes a Wife (1940) - Dr. Lionel Sterling - Büszkeség és balítélet (1940) - Mr. Bennet - Boszorkánykonyha (1940) - Rowley - Cheers for Miss Bishop (1941) - President Corcoran - Scotland Yard (1941) - Inspector Cork - The Devil and Miss Jones (1941) - Hooper - One Night in Lisbon (1941) - Lord Fitzleigh | - Charley's Aunt (1941) - Stephen Spettigue - Egy jenki Etonban (1942) - Justin igazgató - Forever and a Day (1943) - Stubbs - The Meanest Man in the World (1943) - Frederick P. Leggitt - Lassie hazatér (1943) - Rowlie - Between Two Worlds (1944) - Scrubby - A mennyország kulcsa (1944) - Hamish MacNabb atya - Dangerous Partners (1945) - Albert Richard Kingby - Bewitched (1945) - Dr. Bergson - She Went to the Races (1945) - Dr. Homer Pecke - Emberi kötelékekről (1946) - Athelny - Ellenáramlat (1946) - 'Dink' Hamilton professzor - Csoda a 34. utcában (1947) - Kris Kringle - Élet apával (1947) - Dr. Lloyd tiszteletes - Thunder in the Valley (1947) - Adam MacAdam - A zöld delfin utca (1947) - Octavius Patourel - Apartment for Peggy (1948) - Professor Henry Barnes - Hills of Home (1948) - Dr. William MacLure - Lassie kihívása (1949) - John Traill - A Woman of Distinction (1950) - Mark 'J.M.' Middlecott - Louisa (1950) - Henry Hammond - Pretty Baby (1950) - Cyrus Baxter - Mister 880 (1950) - William 'Skipper' Miller - For Heaven's Sake (1950) - Arthur - Peking Express (1951) - Father Joseph Murray - Sally and Saint Anne (1952) - Grandpa Pat Ryan - Les Misérables (1952) - Bishop Courbet - Bonzo Goes to College (1952) - Ted 'Pop' Drew - Something for the Birds (1952) - 'Admiral' Johnnie Adams - Mister Scoutmaster (1953) - Dr. Stone - A házasságszédelgő (1953) - Mr. Jordan - The Student Prince (1954) - Professor Juttner - Ők! (1954) - Dr. Harold Medford - Bajok Harryvel (1955) - Albert Wiles kapitány - It's a Dog's Life (1955) - Jeremiah Edward Emmett Augustus Nolan - Calabuch - Professor Jorge Serra Hamilton - Alfred Hitchcock bemutatja (1957) - Joe Saunders (2 epizód) |

## További információ
- Edmund Gwenn a PORT.hu-n (magyarul)
- Edmund Gwenn az Internetes Szinkronadatbázisban (magyarul)
- Edmund Gwenn az Internet Movie Database-ben (angolul)
- Edmund Gwenn a Rotten Tomatoeson (angolul)

## Fordítás
- Ez a szócikk részben vagy egészben  az   Edmund Gwenn című angol Wikipédia-szócikk fordításán alapul.  Az eredeti cikk szerkesztőit annak laptörténete sorolja fel. Ez a jelzés csupán a megfogalmazás eredetét és a szerzői jogokat jelzi, nem szolgál a cikkben szereplő információk forrásmegjelöléseként.